# 구기동
구기동(舊基洞)은 서울특별시 종로구에 있는 동이다. 법정동으로써 구기동은 행정동인 평창동의 관할 하에 있다. 북쪽으로는 진관동, 동쪽으로는 평창동, 남쪽으로는 신영동과 홍지동, 서쪽으로는 홍은동과 불광동과 접해 있다.

## 유래
구기동이라는 이름은 원래 '구텃굴'이라는 이름에서 유래하는데, 현재 구텃굴이 무엇에 대한 구터인지 그 연원을 확인할 수 없지만 구기동을 이루고 있는 자연촌락 가운데서 "구터"의 가능성을 추정해 볼 수 있다.

## 역사
- 본디 가늘굴·먹정굴·문수동·매박굴·독박굴·구텃굴 등 자연부락으로 이루어진 지역
- 조선 시대, 한성부 북부 의통방(義通坊) 경리청계(經理廳契)에 속하게 됨
- 1867년, 상평방(常平坊) 경리청계(經理廳契)로 소속 변경
- 1894년, 갑오개혁 당시 행정구역 개편에 의해 구기동, 응암동, 옥정평이 됨
- 1914년 4월, 행정구역 통폐합에 따라 경성부 은평면 구기동, 응암동, 옥정평이 경기도 고양군 은평면 구기리로 통폐합
- 1949년 8월 13일, 서대문구 (은평출장소에서 관할) 에 편입[1]
- 1950년, 구기리에서 구기동으로 명칭을 변경
- 1955년 4월 18일, 행정동제 실시로 평창동, 구기동과 함께 행정동인 평창동 관할이 됨
- 1965년 5월, 은평출장소 관할에서 서대문구 관할로 변경
- 1975년 10월 1일, 종로구 관할로 편입[2]

## 교통
- 도로

동 남부를 진흥로가 가로지르고, 구기터널을 통해 불광동으로 연결되며, 반대편은 신영동삼거리를 통해 세검정로와 연결된다.
- 대중교통

이북5도청 인근에 선진운수의 구기동 차고지가 위치하고 있고, 진흥로를 지나는 버스를 이용해 서울 각지로 이동할 수 있다. 다만, 구기동이나 인접 지역으로는 철도교통이 들어오지 않기 때문에, 지하철을 이용하기 위해서는 버스를 이용해 인근 불광동의 불광역으로 가야 한다.

## 문화재
구기동 내 문화재로는 북한산 구기리 마애석가여래좌상(보물 215호), 승가사 석조승가대사상(보물 1000호), 북한산 진흥왕 순수비지(사적 228호) 등이 있다.

## 주요시설
- 관공서
  - 이북5도청

- 공공시설
  - 청운양로원

- 학교
  - 하비에르국제학교

- 아파트
  - 쌍용건설 쌍용 더 플래티넘 종로 구기동 (구기동) : 2021년 12월 입주예정.

## 같이 보기
- 대한민국의 행정 구역